# USS Doneff (DE-49)
USS Doneff (DE-49) là một tàu hộ tống khu trục lớp Evarts được Hải quân Hoa Kỳ chế tạo trong Chiến tranh Thế giới thứ hai. Nó là chiếc tàu chiến duy nhất của Hải quân Mỹ được đặt theo tên Thiếu úy Hải quân John Lincoln Doneff (1920-1942), người phục vụ trên tàu tuần dương hạng nặng Pensacola (CA-24) và đã tử trận trong Trận Tassafaronga ngày 30 tháng 11, 1942. Nó đã phục vụ cho đến khi chiến tranh kết thúc, xuất biên chế vào ngày 22 tháng 12, 1945 và xóa đăng bạ vào ngày 21 tháng 1, 1946. Con tàu bị bán để tháo dỡ vào ngày 9 tháng 1, 1947.

## Thiết kế và chế tạo
Những chiếc thuộc lớp tàu khu trục Evarts có chiều dài chung 289 ft 5 in (88,21 m), mạn tàu rộng 35 ft 1 in (10,69 m) và độ sâu mớn nước khi đầy tải là 8 ft 3 in (2,51 m). Chúng có trọng lượng choán nước tiêu chuẩn 1.140 tấn Anh (1.160 t); và lên đến 1.430 tấn Anh (1.450 t) khi đầy tải. Hệ thống động lực bao gồm bốn động cơ diesel General Motors Kiểu 16-278A nối với bốn máy phát điện để vận hành hai trục chân vịt; công suất 6.000 hp (4.500 kW) cho phép đạt được tốc độ tối đa 21 kn (24 mph; 39 km/h), và có dự trữ hành trình 4.150 nmi (4.780 mi; 7.690 km) khi di chuyển ở vận tốc đường trường 12 kn (14 mph; 22 km/h).
Vũ khí trang bị bao gồm ba pháo 3 in (76 mm)/50 cal trên tháp pháo nòng đơn có thể đối hạm hoặc phòng không, một khẩu đội 1,1 inch/75 caliber bốn nòng và chín pháo phòng không Oerlikon 20 mm. Vũ khí chống ngầm bao gồm một dàn súng cối chống tàu ngầm Hedgehog Mk. 10 (có 24 nòng và mang theo 144 quả đạn); hai đường ray Mk. 9 và tám máy phóng K3 Mk. 6 để thả mìn sâu.
Doneff được đặt lườn như là chiếc BDE-49 tại Xưởng hải quân Philadelphia ở Philadelphia, Pennsylvania vào ngày 1 tháng 4, 1942; và được hạ thủy vào ngày 24 tháng 7, 1942. Tuy nhiên Hải quân Hoa Kỳ quyết định giữ lại con tàu, xếp lại lớp như là chiếc DE-49 vào ngày 25 tháng 1, 1943 và đặt tên Doneff vào ngày 4 tháng 3, 1943. Nó nhập biên chế cùng Hải quân Hoa Kỳ vào ngày 10 tháng 6, 1943 dưới quyền chỉ huy của Hạm trưởng, Thiếu tá Hải quân L. C. Mabley.

## Lịch sử hoạt động

### 1943 - 1944
Doneff lên đường vào ngày 27 tháng 6, 1943 để tiến hành chạy thử máy và huấn luyện tại khu vực Bermuda, xen kẻ với nhiệm vụ hộ tống vận tải. Nó đã cùng Charles Lawrence (DE-53) hộ tống cho tàu chở dầu Merrimack (AO-37) trong các ngày 19 và 20 tháng 7, rồi rời khu vực Tây Ấn vào ngày 23 tháng 7 và về đến Philadelphia vào ngày 25 tháng 7. Hoàn tất việc sửa chữa sau thử máy vào ngày 17 tháng 8, nó lên đường và ghé qua Norfolk, Virginia từ ngày 18 đến ngày 24 tháng 8, trước khi băng qua kênh đảo Panama vào ngày 30 tháng 8 trong hành trình đi sang vùng bờ Tây. Gia nhập Hạm đội Thái Bình Dương, nó cùng Đội đặc nhiệm 12.5 đi đến San Diego, California vào ngày 9 tháng 9. Con tàu tiếp tục được bảo trì tại xưởng tàu của hãng Los Angeles Shipbuilding Corp. ở San Pedro, California từ ngày 10 đến ngày 27 tháng 9, trước khi cùng tàu chị em Engstrom (DE-50) khởi hành đi sang khu vực quần đảo Aleut để phục vụ cùng Lực lượng Tiền phương Biển Alaska.
Đi đến Adak, Alaska vào ngày 6 tháng 10, 1943, trong mười lăm tháng tiếp theo Doneff hộ tống các tàu buôn và tàu khảo sát thủy văn đi lại giữa các cảng Dutch Harbor, đảo Attu, Shemya, Amchitka và Kiska. Trong hai đợt nó đã hỗ trợ cho hoạt động của Không đoàn Hạm đội FAW-4 tại khu vực: từ nữa cuối tháng 4 đến nữa đầu tháng 5, 1944, và một lần nữa từ ngày 1 đến ngày 21 tháng 8, khi nó phục vụ canh phòng máy bay trong lộ trình giữa Attu và Kiska còn do Nhật Bản chiếm đóng. Vào cuối đợt hỗ trợ hoạt động thứ nhất cùng FAW-4, vào ngày 18 tháng 5, một máy bay ném bom hai động cơ Mitsubishi G4M Betty đã ném hai quả bom nhắm vào chiếc tàu hộ tống khu trục.

### 1945
Được cho tách khỏi Lực lượng Tiền phương Biển Alaska, Doneff khởi hành từ Dutch Harbor vào ngày 13 tháng 1, 1945, cùng các tàu chị em Edward C. Daly (DE-17) và Gilmore (DE-18) rời vùng biển Alet để quay trở về khu vực California. Tàu chị em Engstrom gia nhập cùng hải đội trên đường đi vào ngày 18 tháng 1, và đoàn tàu về đến San Francisco vào sáng ngày hôm sau. Doneff đi đến Xưởng hải quân Mare Island, Vallejo, California cùng ngày hôm đó để được đại tu, và rời xưởng tàu vào ngày 25 tháng 2. Con tàu được tiếp liệu và chạy thử máy sau đại tu trước khi quay trở lại Mare Island vào ngày 1 tháng 3, và chuẩn bị cho lượt hoạt động tiếp theo.
Khởi hành để đi sang khu vực quần đảo Hawaii vào ngày 3 tháng 3, Doneff cùng với Edward C. Daly đi đến Trân Châu Cảng vào ngày 9 tháng 3. Nó cùng với Edward C. Daly thực hành tác xạ trong các ngày 11 và 12 tháng 3, rồi thực hành huấn luyện sonar cùng với tàu ngầm Saury (SS-189) trong ngày 13 tháng 3, trước khi được bảo trì trong ụ nổi YRD(M)-8 từ ngày 13 đến ngày 17 tháng 3. Con tàu có một đợt thực hành khác cùng các tàu chị em Edward C. Daly, Gilmore và Engstrom trong các ngày 17 và 18 tháng 3.
Doneff cùng các tàu chị em Gilmore, Engstrom, Edward C. Daly và Austin (DE-15) lên đường vào ngày 20 tháng 3, hộ tống cho Đoàn tàu PD-345-T, bao gồm các tàu vận tải tấn công Arenac (APA-128), J. Franklin Bell (APA-16), Clearfield (APA-142), Sherbourne (APA-205) và Windsor (APA-55) đi sang khu vực quần đảo Marshall. Đi đến Eniwetok vào ngày 28 tháng 3, Doneff tiếp tục hộ tống bảo vệ cho Arenac và Windsor trong hành trình đi sang Guam từ ngày 28 đến ngày 31 tháng 3.
Sau một thời gian ở lại cảng Apra Harbor, Guam, Doneff hoạt động tuần tra canh phòng từ ngày 3 đến ngày 11 tháng 4, tại một khu vực về phía Tây Nam Guam; trong giai đoạn này vào ngày 6 tháng 4, nó đã đi đến điều tra một máy bay bị rơi trên biển và trục vớt xác máy bay. Sau đó nó hộ tống cho tàu ngầm Gato (SS-212) đi đến Saipan vào ngày 12 tháng 4, rồi gặp gỡ tàu ngầm Tench (SS-417) một ngày sau đó để hộ tống nó đi đến Guam. Nó quay trở lại làm nhiệm vụ tại trạm trực gác Tây Nam từ ngày 13 đến ngày 18 tháng 4, khi được tàu khu trục Roe (DD-418) thay phiên.
Vào ngày 20 tháng 4, đến lượt Doneff lại thay phiên cho tàu hộ tống khu trục Osmus (DE-701) tại trạm trực gác Tây Nam. Sang ngày hôm sau, nó lên đường để hộ tống cho thiết giáp hạm Maryland (BB-46) trong hành trình đi sang Eniwetok, đến nơi vào ngày 25 tháng 4; rồi sau khi được tiếp nhiên liệu từ chiếc Beagle (IX-112) vào ngày 26 tháng 4, nó lên đường hộ tống cho tàu vận tải tấn công Brookings (APA-140) đi sang Guam từ ngày 27 đến ngày 30 tháng 4, và hộ tống cho tàu ngầm Ray (SS-271) ra khơi an toàn. Sang ngày hôm sau nó đi đến điểm hẹn để gặp gỡ các tàu ngầm Spikefish (SS-293) và Dragonet (SS-404), và đưa chúng đến Guam an toàn; cũng trong ngày 1 tháng 5, nó đi đến trạm trực gác Tây Nam để thay phiên cho tàu săn ngầm SC-1026.
Doneff đã hộ tống tàu ngầm Tench đi sang Saipan trong ngày 11 tháng 5 và quay trở lại Guam hai ngày sau đó; con tàu tiếp tục hộ tống tàu ngầm Icefish (SS-367) ra khơi vào ngày 15 tháng 5, rồi quay trở lại Guam và thả neo tại Apra Harbor, trải qua một giai đoạn bảo trì và sửa chữa kéo dài cho đến giữa tháng 6. Quay trở lại hoạt động, nó hộ tống cho tàu vận chuyển đổ bộ Arenac (APA-128) đi Saipan trong các ngày 19 và 20 tháng 6.
Khởi hành vào ngày 22 tháng 6, Doneff thay phiên cho tàu hộ tống khu trục Marsh (DE-699) trong nhiệm vụ tuần tra chống tàu ngầm về phía Đông Bắc. Đang khi làm nhiệm vụ này vào ngày 27 tháng 6, nó được lệnh điều tra một tín hiệu mục tiêu nghi ngờ là tàu ngầm đối phương. Khi cuộc tìm kiếm không mang lại kết quả, nó gia nhập Đội đặc nhiệm 96.9 cùng tàu sân bay hộ tống Kasaan Bay (CVE-69) và các tàu hộ tống khu trục Baron (DE-166) và Emery (DE-28) để tiếp tục cuộc truy tìm. Khi việc tiếp tục tìm kiếm không có kết quả, vào ngày 28 tháng 6, nó được Tư lệnh Đội đặc nhiệm 96.9 cho tách ra để tuần tra độc lập. Đến ngày 1 tháng 7, nó dò được mục tiêu qua sonar lúc 08 giờ 24 phút, và cơ động để tấn công với một loạt đạn súng cối Hedgehog lúc 09 giờ 33 phút, nhưng rồi nhận ra "đối phương" chỉ là một đàn cá. Sau khi được tàu khu trục Mugford (DD-389) thay phiên vào xế trưa hôm đó, nó quay trở về Saipan vào ngày hôm sau.
Vào ngày 8 tháng 7, Doneff lên đường đi Philippines hộ tống cho tàu soái hạm lực lượng đổ bộ Appalachian (AGC-1); tuy nhiên nó được lệnh tách ra để quay trở lại Saipan lúc 07 giờ 10 phút ngày 10 tháng 7. Nó lại lên đường lúc 11 giờ 34 phút ngày 13 tháng 7 để hộ tống các tàu vận chuyển đổ bộ Rawlins (APA-226) và Winged Arrow (APA-170) đi Eniwetok. Trên đường đi lúc 15 giờ 05 phút, nó tách khỏi đội hình để tìm kiếm một tù binh Nhật Bản đào thoát khỏi Rawlins khi nhảy qua mạn tàu xuống biển. Sau hơn nữa giờ tìm kiếm không có kết quả, nó qua trở lại cùng đội hình và đi đến Eniwetok vào ngày 16 tháng 7.
Khởi hành từ Eniwetok lúc 14 giờ 00 ngày 18 tháng 7 để độc lập quay trở lại Saipan, Doneff đến nơi lúc 10 phút 30 phút ngày 20 tháng 7 và ở lại cảng trong ba ngày. Nó lên đường lúc 07 giờ 57 phút ngày 24 tháng 7 do nhận được tin tức về một máy bay bị rơi tại đảo Rota, nhưng được lệnh quay trở lại lúc 09 giờ 17 phút. Đến ngày 26 tháng 7, con tàu lại lên đường lúc 09 giờ 27 phút để điều tra một tai nạn rơi máy bay khác tại khu vực đảo Medinilla. Đi đến hiện trường hơn ba giờ sau đó, việc tìm kiếm chỉ thu nhặt được một thùng nhiên liệu phụ cùng một mảnh vỡ và một phần thi thể của viên phi công, xác nhận hậu quả bi thảm của tai nạn.
Doneff được bảo trì trong ngày 31 tháng 7, trước khi lên đường hướng sang Okinawa vào ngày 6 tháng 8 trong thành phần hộ tống cho Đoàn tàu SOK-25. Trên đường đi trong đêm 10 tháng 8, một thủy thủ bị rơi qua mạn tàu kho chứa Kochab (AKS-6); Doneff đã vớt được người thủy thủ gặp tai nạn trong vòng 30 phút, và chuyển anh ta trở lại Kochab khi Đoàn tàu SOK-25 đi đến vịnh Buckner vào ngày 12 tháng 8.
Lên đường vào ngày hôm sau, Doneff hộ tống cho Đoàn tàu OKS-20 hướng đến Saipan. Trên đường đi lúc 07 giờ 52 phút, trinh sát viên phát hiện một quả thủy lôi trôi nổi trên biển; họ dùng hỏa lực súng trường để phá hủy quả thủy lôi lúc 08 giờ 02 phút. Đoàn tàu OKS-20 dự định sẽ đến nơi vào ngày 19 tháng 8, tuy nhiên lúc đang trong hành trình vào ngày 15 tháng 8, Nhật Bản đã chấp nhận đầu hàng giúp kết thúc cuộc xung đột.
Ở lại Saipan trong gần một tuần để chờ đợi mệnh lệnh tiếp theo, Doneff thực hành sonar phối hợp cùng tàu ngầm Dace (SS-247) tại lối ra vào cảng vào ngày 22 tháng 8. Nó khởi hành lúc 16 giờ 03 phút ngày 25 tháng 8, gặp gỡ tàu khu trục Mayrant (DD-402) ngoài khơi Saipan để cùng hướng đến đảo Marcus, cứ điểm còn do quân Nhật chiếm đóng. Đến nơi vào ngày 27 tháng 8, nó tuần tra ngoài khơi trong khi đại biểu quân Nhật lên chiếc Mayrant để thảo luận các biện pháp đầu hàng và chiếm đóng. Doneff được cho tách ra vào ngày 28 tháng 8 để độc lập quay trở về Saipan. 
Được tiếp nhiên liệu và tiếp liệu tại Saipan trong ngày 30 tháng 8, Doneff lên đường để tiếp nhận trách nhiệm hộ tống một đoàn tàu đã khởi hành trước đó để đi sang Marcus. Sang ngày hôm sau nó thay phiên cho Trippe (DD-403) trong nhiệm vụ hộ tống để chiếc tàu khu trục độc lập đi đến đảo Pagan. Sau khi Đơn vị Đặc nhiệm 94.6.3 đi đến Marcus an toàn vào ngày 2 tháng 9, nó đảm nhiệm vai trò tàu canh phòng tại đây cho đến khi được tàu chị em Gilmore (DE-18) thay phiên vào ngày 15 tháng 9. Nó về đến Saipan vào ngày 17 tháng 9, tiếp tục thực hiện thêm một chuyến đi khứ hồi đến Marcus cho đến khi khởi hành từ Saipan vào ngày 24 tháng 9 để đi sang Guam. 
Sau khi được bảo trì tại Guam, Doneff lên đường vào ngày 11 tháng 10 để cùng tàu chị em Doherty (DE-14) quay trở về Hoa Kỳ ngang qua Trân Châu Cảng; họ về đến San Pedro, California vào ngày 26 tháng 10. Con tàu được cho xuất biên chế tại San Pedro vào ngày 22 tháng 12, 1945; và tên nó được cho rút khỏi danh sách Đăng bạ Hải quân vào ngày 21 tháng 1, 1946. Được tàu kéo ATR-24 kéo đến San Diego trong các ngày 15-16 tháng 11, 1946, con tàu cuối cùng bị tháo dỡ tại Xưởng hải quân Long Beach, Terminal Island vào ngày 9 tháng 1, 1947.

## Phần thưởng[1]
|  |  |  |

| Huân chương Chiến dịch Hoa Kỳ | Huân chương Chiến dịch Châu Á-Thái Bình Dương | Huân chương Chiến dịch Châu Á-Thái Bình Dương | Huân chương Chiến thắng Thế Chiến II |